# Interstella 5555: The 5tory of the 5ecret 5tar 5ystem
Interstella 5555: The 5tory of the 5ecret 5tar 5ystem – francusko-japoński film animowany w reżyserii Kazuhisa Takenouchi stworzony przez Leiji Matsumoto w 2003 roku, na prośbę zespołu Daft Punk, w charakterze teledysku do albumu Discovery. Teledysk do pierwszego utworu powiązany jest z następnym, a następny z kolejnym, tworząc spójną historię dla całego albumu.
12 grudnia 2024 roku odbył się globalny, jednorazowy pokaz filmu Interstella 5555: The 5tory of the 5ecret 5tar 5ystem w zremasterowanej wersji 4K. Wydarzenie to miało miejsce w ponad 800 kinach w ponad 40 krajach, w tym w Polsce, i było częścią współpracy Daft Punk z Trafalgar Releasing.

## Wersja polska
- Dystrybutor DVD: EMI[2][3].